# Stadion im. Nikosa Kazandzakisa w Heraklionie
Stadion im. Nikosa Kazandzakisa – stadion piłkarski w Heraklionie, na Krecie, w Grecji. Został otwarty w 1946 roku. Może pomieścić 560 widzów. Do 2004 roku swoje spotkania rozgrywali na nim piłkarze klubu PAE Ergotelis.

## Historia
Obiekt został otwarty w 1946 roku. Boisko zostało usytuowane na bastionie Martinengo, będącym częścią zabytkowych fortyfikacji miejskich Heraklionu. Stadion był areną domową klubu piłkarskiego PAE Ergotelis. W 2004 roku zespół ten po raz pierwszy w historii awansował do najwyższej klasy rozgrywkowej. Awans zbiegł się w czasie z oddaniem do użytku w Heraklionie nowego stadionu „Pankritio”, na który przenieśli się piłkarze Ergotelisu. Stary stadion, wraz z otaczającymi go mniejszymi boiskami treningowymi, służy odtąd akademii piłkarskiej Ergotelisu. W 2017 roku stadionowi nadano imię pisarza Nikosa Kazandzakisa, którego grób znajduje się niedaleko boiska.
W 1966 roku na obiekcie odbył się koncert znanego z lewicowych poglądów Mikisa Theodorakisa. Zezwolenie na organizację koncertu wydane przez działaczy Ergotelisu było później postrzegane jako główna przyczyna represji wobec klubu ze strony dyktatury wojskowej.